# Tamil Nadu Agricultural University
Tamil Nadu Agricultural University (TNAU) är ett universitet i Indien.   Det ligger i distriktet Thoothukkudi och delstaten Tamil Nadu, i den södra delen av landet.